# D.C. United (féminines)
Pour les articles homonymes, voir D.C. United.
Maillots
Le D.C. United Women, est une équipe de soccer féminin américain représentant la ville de Washington sur la côte Est des États-Unis. Elle évolue dans la Division Atlantique de la Conférence de l'Est, de la USL W-League, le premier niveau de football (soccer) féminin aux États-Unis. Les couleurs de l'équipe sont le noir pour les matchs à domicile et le rouge et blanc pour les matchs extérieurs.
L'équipe joue ses matchs à domicile au Maryland SoccerPlex (qui a une capacité de 3 200 supporteurs - autrefois c'était le stade du Freedom de Washington) situé dans la ville de Germantown, une banlieue à environ 40 kilomètres de Washington D.C.

## Histoire
L'équipe, fondée en 2001, est une filiale du D.C. United, un club de la Major League Soccer, mais le D.C. United Women est gérée indépendamment par Washington Soccer Properties; DC United n'assurant que le soutien financier de l'équipe féminine
En 2012, un programme jeunesse est mis sur pied avec la USL Super-Y.

## Parcours en W-League
| Année | Ligue        | Conférence          | Division             | Saisons régulières                 | Séries éliminatoires                                                     |
| ----- | ------------ | ------------------- | -------------------- | ---------------------------------- | ------------------------------------------------------------------------ |
| 2011  | USL W-League | Conférence de l'Est | Division du Nord-Est | Termine 3e du classement           | ne se qualifie pas                                                       |
| 2012  | USL W-League | Conférence de l'Est | Division Atlantique  | Termine au 1er rang de sa division | Remporte le titre de conférence mais défait en demi-finale au Final Four |

### Saison 2011
Lors de la saison inaugurale de l'équipe, le D.C. United Women évolue dans la Division Nord-Est de la Conférence de l'Est. L'équipe joue 10 matchs de saison régulière, remportant cinq et en perdant trois avec deux nuls. Le United Women du D.C. termine la saison à égalité de points pour la deuxième place dans la division avec les Wildcats du New Jersey. Cependant, le United Women du D.C. doit céder la seconde place n'ayant accumulé moins de buts que l'équipe adverse du New Jersey. Le United Women du D.C. n'est donc pas qualifié pour les séries éliminatoires de la W-League. Pour la première saison, la fréquentation moyenne par match au Maryland SoccerPlex est de 800 fans avec 1 052 supporteurs présent lors du dernier match de la saison.

## Honneurs de l'équipe
- USL W-League Conférence Est Champions 2012
- USL W-League Division Atlantique Champions 2012

## Distinction individuelle
À la fin de la saison 2011, la défenseure Marisa Abegg est élue sur l'équipe d'étoiles 2011 All-Conference Teams de la W-League.
En 2012, la défenseure Marisa Abegg (pour une seconde année consécutive), la milieu de terrain Hayley Siegel et l'attaquante Mikaela Howell sont élues sur l'équipe d'étoiles de la W-League

## Effectif pour la saison 2012
En date du 7 juin 2012 :
| N° | Nat.                    | Poste | Nom du joueur    |
| -- | ----------------------- | ----- | ---------------- |
| 0  | Drapeau des États-Unis  | G     | Britt Eckerstrom |
| 1  | Drapeau des États-Unis  | G     | Didi Haracic     |
| 2  | Drapeau des États-Unis  | D     | Sarah Sample     |
| 3  | Drapeau des États-Unis  | D     | Taylor Brown     |
| 4  | Drapeau des États-Unis  | D     | Madison Brown    |
| 5  | Drapeau des États-Unis  | D     | Marisa Abegg     |
| 6  | Drapeau des États-Unis  | M     | Katie Menzie     |
| 8  | Drapeau de l'Angleterre | A     | Mikaela Howell   |
| 9  | Drapeau des États-Unis  | A     | Tiffany Brown    |
| 10 | Drapeau de l'Angleterre | A     | Lianne Sanderson |
| 11 | Drapeau des États-Unis  | D     | Becky Sauerbrunn |
| 12 | Drapeau des États-Unis  | M     | Hayley Siegel    |
| 13 | Drapeau des États-Unis  | M     | Katy Colas       |

| No. | Nat.                   | Position | Nom du joueur       |
| --- | ---------------------- | -------- | ------------------- |
| 14  | Drapeau des États-Unis | D        | Molly Menchel       |
| 15  | Drapeau des États-Unis | M        | Diana Weigel        |
| 16  | Drapeau des États-Unis | M        | Holly King          |
| 17  | Drapeau des États-Unis | M        | Joanna Lohman       |
| 18  | Drapeau des États-Unis | M        | Sam Baker           |
| 19  | Drapeau des États-Unis | A        | Ashley Herndon      |
| 20  | Drapeau des États-Unis | D        | Jerica DeWolfe      |
| 22  | Drapeau des États-Unis | A        | Kristen Schmidbauer |
| 23  | Drapeau des États-Unis | A        | Ashley Manning      |
| 27  | Drapeau des États-Unis | M        | Danielle Malagari   |
| 28  | Drapeau des États-Unis | G        | Danielle DeLisle    |
| 31  | Drapeau des États-Unis | M        | Carolyn Blank       |
| 51  | Drapeau des États-Unis | M        | Katie Yensen        |

## Équipe technique 2012
- Entraineur-chef : Mike Jorden[8]
- Entraineur-adjoint : Cindi Harkes[8]
- Entraîneur des gardiennes : Lloyd Yaxley[8]